# Красный Бор (Суражский район)
Красный Бор — поселок в Суражском районе Брянской области в составе Овчинского сельского поселения.

## География
Находится в северо-западной части Брянской области на расстоянии приблизительно 9 км на северо-восток по прямой от районного центра города Сураж.

## История
Основан в 1920 году жителями деревни Дроков. Поселок насчитывал 36 дворов. Работали колхозы «Красный Бор» и им. Суворова. На карте 1941 года отмечен как поселение с 16 дворами.

## Население
Численность населения: 20 человек (русские 100 %) в 2002 году, 6 в 2010.